# Stanisław Tor (żołnierz)
Stanisław Tor (ur. 19 czerwca 1910 w Kohylnie na Wołyniu, zm. 13 września 1981 w Krakowie) – żołnierz PSZ na Zachodzie, działacz niepodległościowy w PRL.

## Życiorys
Pochodził z rodziny niemieckich osadników (Thor) na Wołyniu. 
Walczył w kampanii wrześniowej, potem w SBSK (Tobruk) i w 2 Korpusie (Monte Cassino). Po II wojnie światowej pozostał na Zachodzie (Wielka Brytania, USA). Wrócił do PRL w latach 60. 
Współpracował z opozycja przedsierpniową: SKS, ROPCiO (w jego domu odbywały się zebrania tych środowisk), WZZ na Górnym Śląsku ("opiekował się" związkami w ramach ROPCiO), Instytut Katyński (był jednym z trzech założycieli Instytutu), Opinia Krakowska (podobnie, jak inni członkowie redakcji Tor ujawniał swoje imię, nazwisko i adres w stopce pisma), KPN (był jednym z członków założycieli tej partii, podpisanym pod aktem założycielskim imieniem i nazwiskiem). W marcu 1980 roku był jednym z 8 kandydatów zgłoszonych przez KPN w wyborach do Sejmu PRL (żaden z tych kandydatów nie został zarejestrowany przez władze, wszyscy byli represjonowani, Tor był kilkakrotnie zatrzymywany przez SB). W sierpniu 1980 roku był jednym z 5 uczestników głodówki w Nowej Hucie w obronie więźniów politycznych oraz na znak solidarności ze strajkującymi robotnikami na Wybrzeżu. 
Zmarł 13 września 1981 w Krakowie. Został pochowany na Cmentarzu parafialnym przy ulicy Nowotarskiej w Zakopanem (kw. K4-B-7).

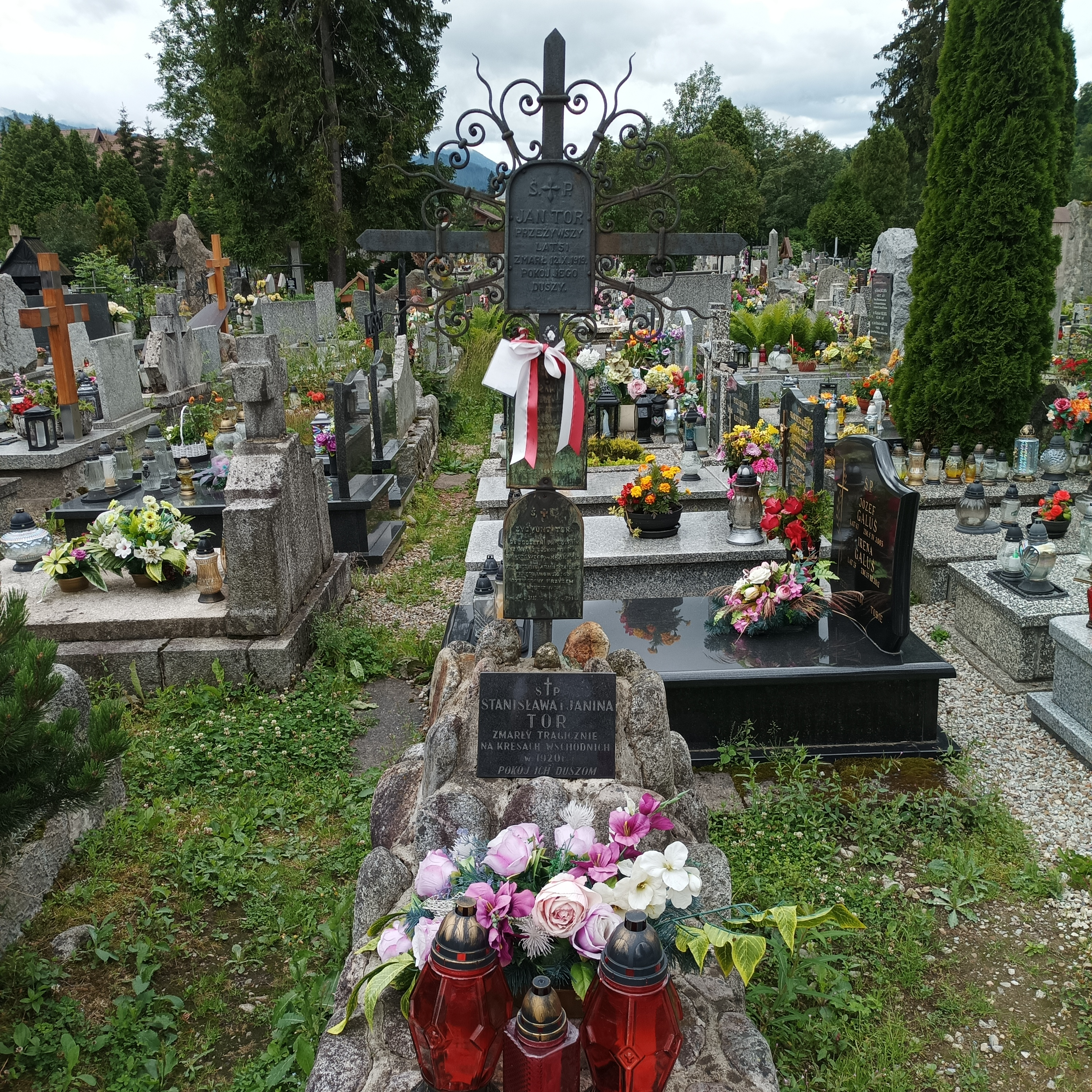
Grób Stanisława Tora na Nowym Cmentarzu w Zakopanem